# Hisashi Kaneko
Hisashi Kaneko (金子 久, Kaneko Hisashi, Saitama, 12 september 1959) is een Japans voormalig voetballer die als verdediger speelde.

## Clubcarrière
In 1975 ging Kaneko naar de Teikyo High School, waar hij in het schoolteam voetbalde. Nadat hij in 1978 afstudeerde, ging Kaneko spelen voor Furukawa Electric. Met deze club werd hij in 1985/86 kampioen van Japan. Kaneko veroverde er in 1982 en 1986 de JSL Cup. In 14 jaar speelde hij er 163 competitiewedstrijden en scoorde 23 goals. Kaneko beëindigde zijn spelersloopbaan in 1992.

## Japans voetbalelftal
Hisashi Kaneko debuteerde in 1986 in het Japans nationaal elftal en speelde 7 interlands, waarin hij 1 keer scoorde.

## Statistieken
| Japans voetbalelftal | Japans voetbalelftal | Japans voetbalelftal |
| Jaar                 | Wed.                 | Dlp.                 |
| -------------------- | -------------------- | -------------------- |
| 1986                 | 3                    | 0                    |
| 1987                 | 4                    | 1                    |
| Totaal               | 7                    | 1                    |